# 滋賀県道48号近江八幡守山線

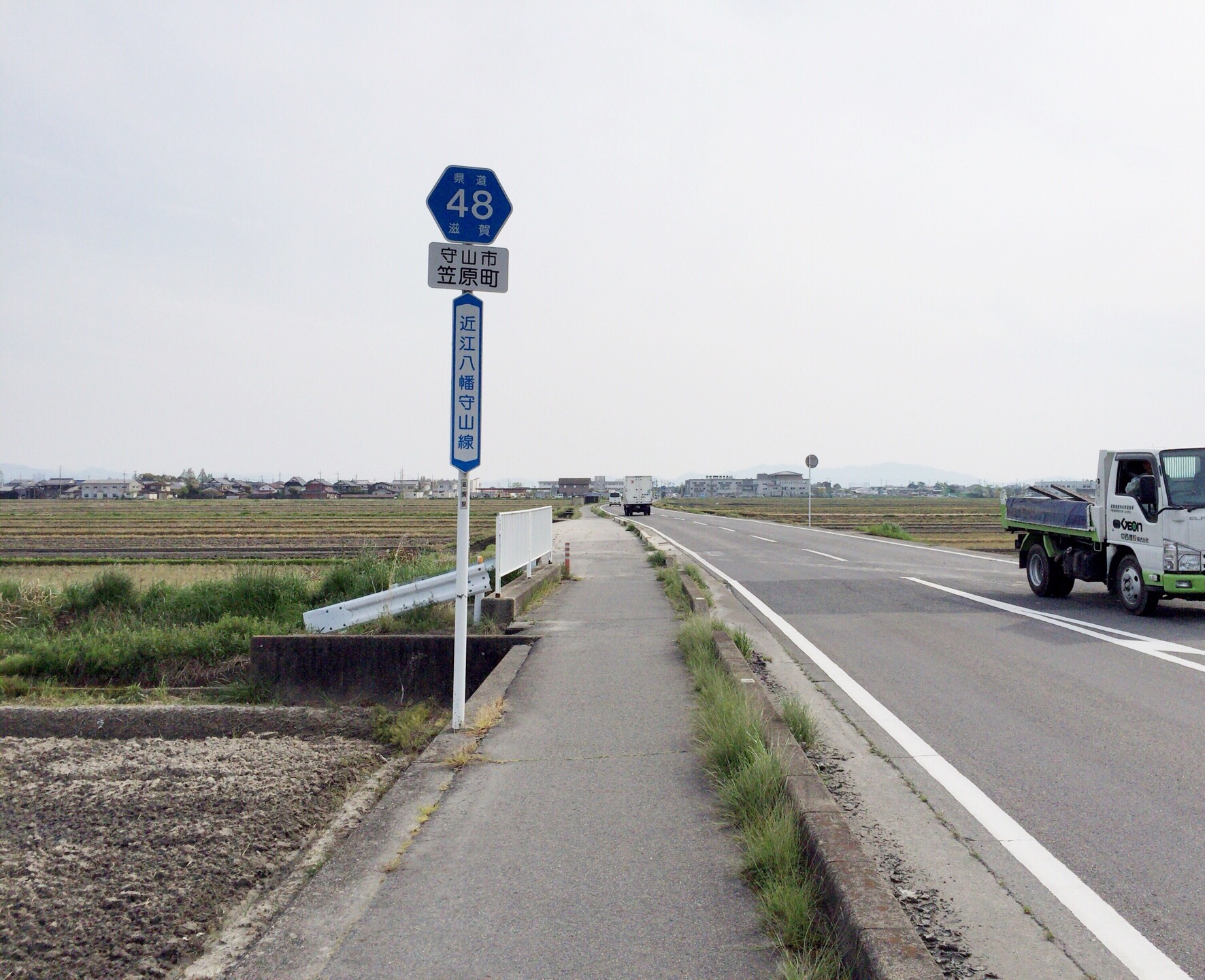
守山市笠原町付近

滋賀県道48号近江八幡守山線（しがけんどう48ごう おうみはちまんもりやません）は、滋賀県近江八幡市近江八幡駅前交点を起点に守山市荒見町交点に至る14.2 km（キロメートル）の県道（主要地方道）である。

## 概要
一般県道の滋賀県道152号荒見上野近江八幡線が1994年（平成6年）4月1日、主要地方道に昇格し、現在の名称に変更。近江八幡駅前交点から近江八幡市中小森交点を通称サンロード筋の一部にあたる。

### 大津湖南幹線

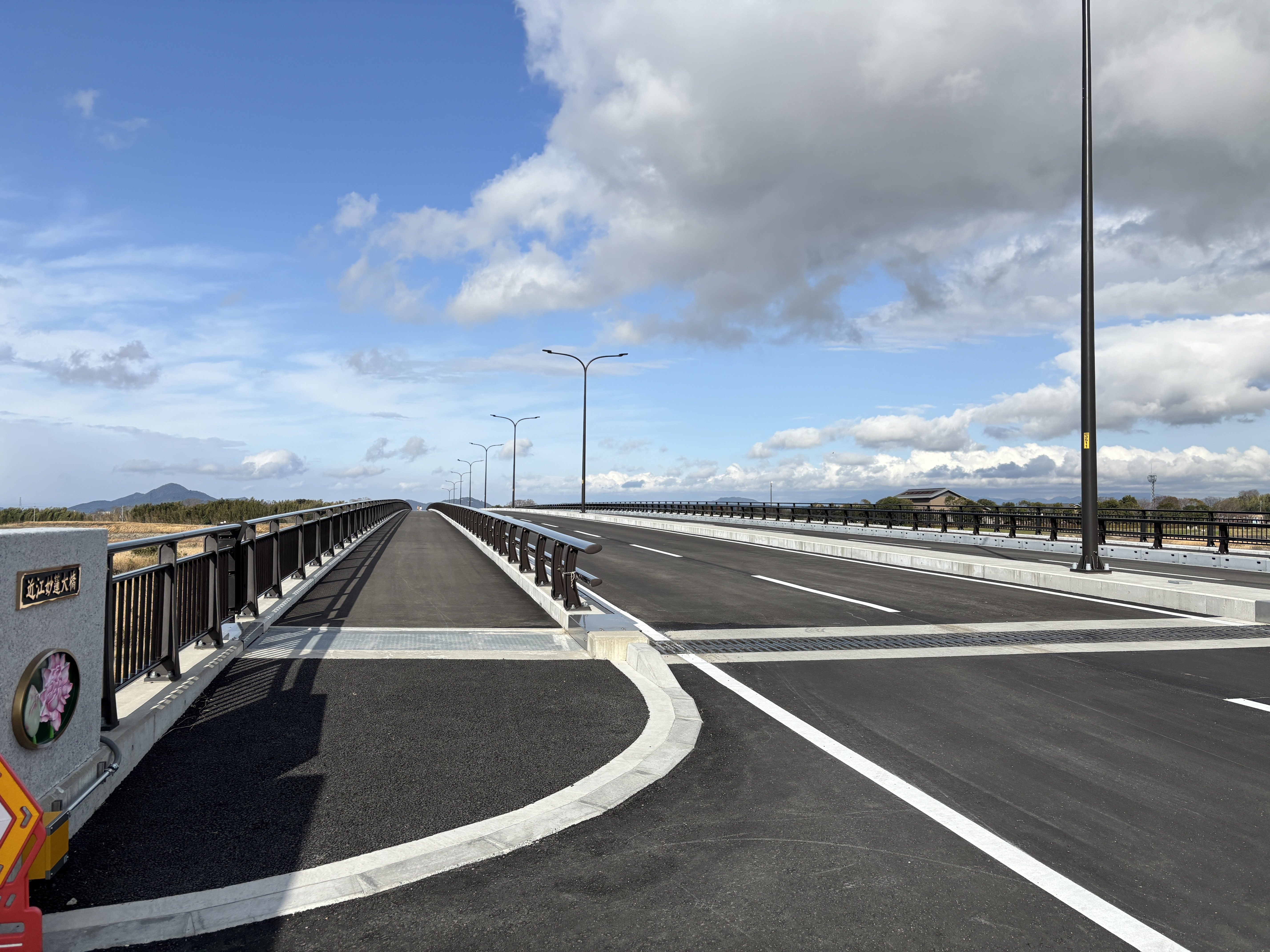
近江妙蓮大橋

既に大津湖南幹線として4車線化が完了した滋賀県道42号草津守山線の播磨田町北交差点から延長329 m（メートル）の近江妙蓮大橋を経由して滋賀県道32号野洲中主線までの4.3 kmの間が新規で大津湖南幹線として整備が進められている。近江妙蓮大橋は2025年（令和7年）3月29日に供用開始された。

### 路線データ
- 起点：近江八幡市鷹飼町（滋賀県道502号近江八幡停車場線交点）
- 終点：守山市荒見町（滋賀県道11号守山栗東線交点）

## 歴史
- 1958年（昭和33年）7月26日 - 滋賀県道152号荒見上野近江八幡線が認定される[3]。
- 1993年（平成5年）5月11日 - 建設省から、県道荒見上野近江八幡線が近江八幡守山線として主要地方道に指定される[4]。
- 1994年（平成6年）4月1日 - 滋賀県道152号荒見上野近江八幡線から滋賀県道48号近江八幡守山線に路線を変更[5]。
- 1998年（平成10年）10月21日 - 中主町西河原（当時） - 守山市服部町（1.2 km）のバイパスが開通する[6]。
- 2022年（令和4年）11月1日 - バイパス（建設中）の野洲市西河原 - 守山市川田町の区間を路線に含める[7]。
- 2023年（令和5年）10月6日 - バイパス（建設中）の守山市川田町 - 守山市荒見町の区間を路線に含める[8]。
- 2025年（令和7年）3月29日 - 近江妙蓮大橋を含む、野洲市比江 - 守山市川田町 (1.7 km) のバイパスが開通する[2]。

## 路線状況

### 重複区間
- 滋賀県道326号大房東横関線（近江八幡市中小森町・中小森町交差点 - 近江八幡市大森町・大森町交差点）
- 滋賀県道11号守山栗東線（守山市播磨田町・播磨田町北交差点 - 守山市荒見町・荒見町交差点）

## 地理

### 通過する自治体
- 近江八幡市
- 野洲市
- 守山市

### 交差する道路
- 滋賀県道502号近江八幡停車場線（近江八幡市鷹飼町、起点）
- 滋賀県道600号近江八幡安土能登川自転車道線（びわ湖よし笛ロード）
- 滋賀県道326号大房東横関線（近江八幡市中小森町・中小森町交差点）
- 滋賀県道326号大房東横関線（近江八幡市大森町・大森町交差点）
- 国道477号（近江八幡市上野町）
- 滋賀県道2号大津能登川長浜線（彦根道＝朝鮮人街道）（野洲市小南）
- 滋賀県道48号近江八幡守山線 バイパス（野洲市小南）
- 滋賀県道32号野洲中主線（野洲市西河原）
- 滋賀県道151号守山中主線（野洲市西河原）
- 滋賀県道153号幸津川服部線（守山市服部町）
- 滋賀県道11号守山栗東線 レインボーロード（守山市荒見町、終点）

バイパス
- 滋賀県道48号近江八幡守山線（野洲市小南）
- 滋賀県道32号野洲中主線（野洲市小南）
- 滋賀県道11号守山栗東線 レインボーロード（守山市播磨田町）
- 滋賀県道42号草津守山線 大津湖南幹線（守山市播磨田町）

### 沿線にある施設など
- 西日本旅客鉄道（JR西日本）琵琶湖線、近江鉄道八日市線 近江八幡駅
- 滋賀県立八幡高等学校
- 近江八幡市立桐原小学校
- 西日本旅客鉄道（JR西日本）琵琶湖線 篠原駅
- スーパーフレンド 中主店
- 滋賀県立守山北高等学校
- 守山市立守山北中学校